# 對氯三氟甲苯
對氯三氟甲苯（英語：p-Chlorbenzotrifluorid，PCBTF）是一種具有明顯芳香氣味的無色透明液狀有機化合物。不溶於水，可溶於醇、醚、苯等有機溶劑，分子式為C
7H
4F
3Cl。為易燃、有毒化學品，對皮膚、眼睛有刺激作用，遇明火、高熱或與氧化劑接觸能燃燒，並散發有毒氣體。主要用途是製藥、農藥、染料生產的中間體、油墨溶劑。由於被認為具有可忽略的揮發性有機物，經常作為清潔劑、稀釋劑和其它芳香烴混合物中的二甲苯替代品。

## 用途
在印刷工业中，墨水能很好地溶于對氯三氟甲苯。20克對氯三氟甲苯中大约能溶解至多22克墨水。而且墨水在對氯三氟甲苯的溶解速率通常比在甲苯中的大。